# Korobuška
Korobuška (či Korobejniki nebo Katerinuška i korobejnik, rusky: Коробушка, Коробейники nebo Катеринушка и коробейник) je ruská lidová píseň. Text písně je fragmentem básně Nikolaje Někrasova. Vzniklo několik hudebních úprav, z nichž nejoblíbenější je verze Jakova Prigožije. Známá je také upravená verze pro počítačovou hru Tetris.

## Text písně
Text písně je fragmentem básně Nikolaje Někrasova, jež vyšla prvně roku 1861 v časopise Sovremennik. Korobejnik je v překladu podomní prodejce či kramář. Slovo korobuška lze přeložit jako píseň podomních prodejců nebo kramářská píseň. Text má několik variant, nicméně hlavní syžet je vždy stejný: kramář potká selskou dívku Kateřinu a nabízí jí zboží, ovšem nikoli za peníze, ale za polibky. Dívka nakonec přijme jen prsten, což kramář správně pochopí jako svolení ke sňatku, který dívce slíbí.

## V populární kultuře
Jedno z nejznámějších užití písně v moderní populární kultuře je v počítačové hře Tetris (jež má ruský původ), kde sloužila jako hudební podkres, proto je melodie v anglosaských zemích často známa jako „Tetris theme“. V americkém seriálu Dům z karet tuto píseň zpívá ruský prezident Viktor Petrov na večeři v Bílém domě. Melodie se objevuje také například v písni „Whistling Dave“ německé skupiny Scooter.